# منتخب هولندا لكرة السلة
منتخب هولندا لكرة السلة هو ممثل هولندا الرسمي في المنافسات الدولية في كرة السلة. ينتمي إلى منطقة الاتحاد الأوروبي لكرة السلة. انضم إلى الاتحاد الدولي لكرة السلة في عام 1946.

## البطولات التي شارك فيها
- بطولة أمم أوروبا لكرة السلة
- كأس العالم لكرة السلة